# Tábornická škola v Lipnici nad Sázavou
Tábornická škola v Lipnici nad Sázavou je rekreační objekt, který byl realizován v letech 1965–1969 na základě projektu vytvořeného v roce 1965 Jaroslavem Vaculíkem ve spolupráci s Antonínem Svobodou. Budova je jednou z mála zástupců organické architektury na území bývalého Československa. Při návrhu byly uplatněny Le Corbusierovy estetické principy. V roce 2022 byl podán návrh na prohlášení stavby za kulturní památku.

## Poloha
Objekt se nachází v lese, na břehu zatopeného lomu "Hřeben IV" u Lipnice nad Sázavou. Kromě budovy Tábornické školy jsou součástí areálu chaty stanového tvaru, které jsou rozmístěny do oblouku naproti hlavnímu vchodu a další menší provozní budovy, zhotovené ve stejném stylu jako hlavní stavba.

## Popis
Architektonický návrh vytvořil Jaroslav Vaculík ve spolupráci s Antonínem Svobodou pro Československý svaz mládeže v roce 1965. Vlastní výstavba probíhala v letech 1965–1969. Budova má téměř oválný půdorys, založený na zlatém řezu (logaritmická spirála). Stěny jsou zhotoveny z klasických plných cihel, lomového kamene a betonu. Objekt je zastřešen pomocí pultových střech s plechovou střešní krytinou. Nosná část střechy je vytvořena z dřevěné kulatiny. Markýzu nad hlavním vchodem tvoří přesah střechy, který je v rohu vynesen masivním zděným pilířem. Vnější úpravu stěn tvoří břízolitové šedé omítky s ojediněle vystupujícími kameny, na části objektu je provedeno dřevěné obložení.
Na straně směrem k lomu se nachází hlavní prostor se společenskou místností (jídelnou), která je osvětlena řadou oken. Na protilehlé straně na jídelnu navazují ve vějířovitém uspořádání pokoje, kuchyň, kancelář a provozní místnosti. Dominantou společenské místnosti je krb. Středová kónicky ustupující zeď s klenutým otvorem zajišťuje přístupnost krbu z celé místnosti. Komín od krbu vede do nadstřešního prostoru ve věžičce, která obsahuje nadstřešní okna. Toto řešení nadstřešního osvětlení připomíná Le Corbusierův návrh v poutní kapli Notre Dame du Haut. Vnitřní stěny jsou opatřeny omítkou a bílou malbou, z omítky místy vystupují kameny. Na podlaze se nachází červenohnědá keramická dlažba.
Tábornická škola byla uvedena do provozu v červnu roku 1970. V areálu byly pořádány kurzy Prázdninové školy Lipnice.